# Marsas (Gironde)
Marsas ist eine französische Gemeinde mit 1.237 Einwohnern (Stand: 1. Januar 2022) im Département Gironde in der Region Nouvelle-Aquitaine (vor 2016: Aquitanien). Sie gehört zum Arrondissement Blaye und zum Kanton Le Nord-Gironde. Die Einwohner werden Marsacais genannt.

## Geografie
Marsas liegt etwa 30 Kilometer nordnordöstlich von Bordeaux und 21 Kilometer südöstlich von Blaye. Der Fluss Virvée entspringt in der Gemeinde. Umgeben wird Marsas von den Nachbargemeinden Cézac im Nordwesten und Norden, Cavignac im Norden und Nordosten, Laruscade im Nordosten, Marcenais im Osten, Salignac im Süden, Gauriaguet im Südwesten sowie Cubnezais im Westen. 
Am Westrand der Gemeinde führen die Route nationale 10 und die Hochgeschweindigkeits-Eisenbahntrasse LGV Sud Europe Atlantique entlang.

## Bevölkerungsentwicklung
| Jahr                       | 1962 | 1968 | 1975 | 1982 | 1990 | 1999 | 2008 | 2020 |
| Einwohner                  | 523  | 568  | 522  | 724  | 806  | 864  | 1081 | 1222 |
| Quellen: Cassini und INSEE |      |      |      |      |      |      |      |      |

## Sehenswürdigkeiten

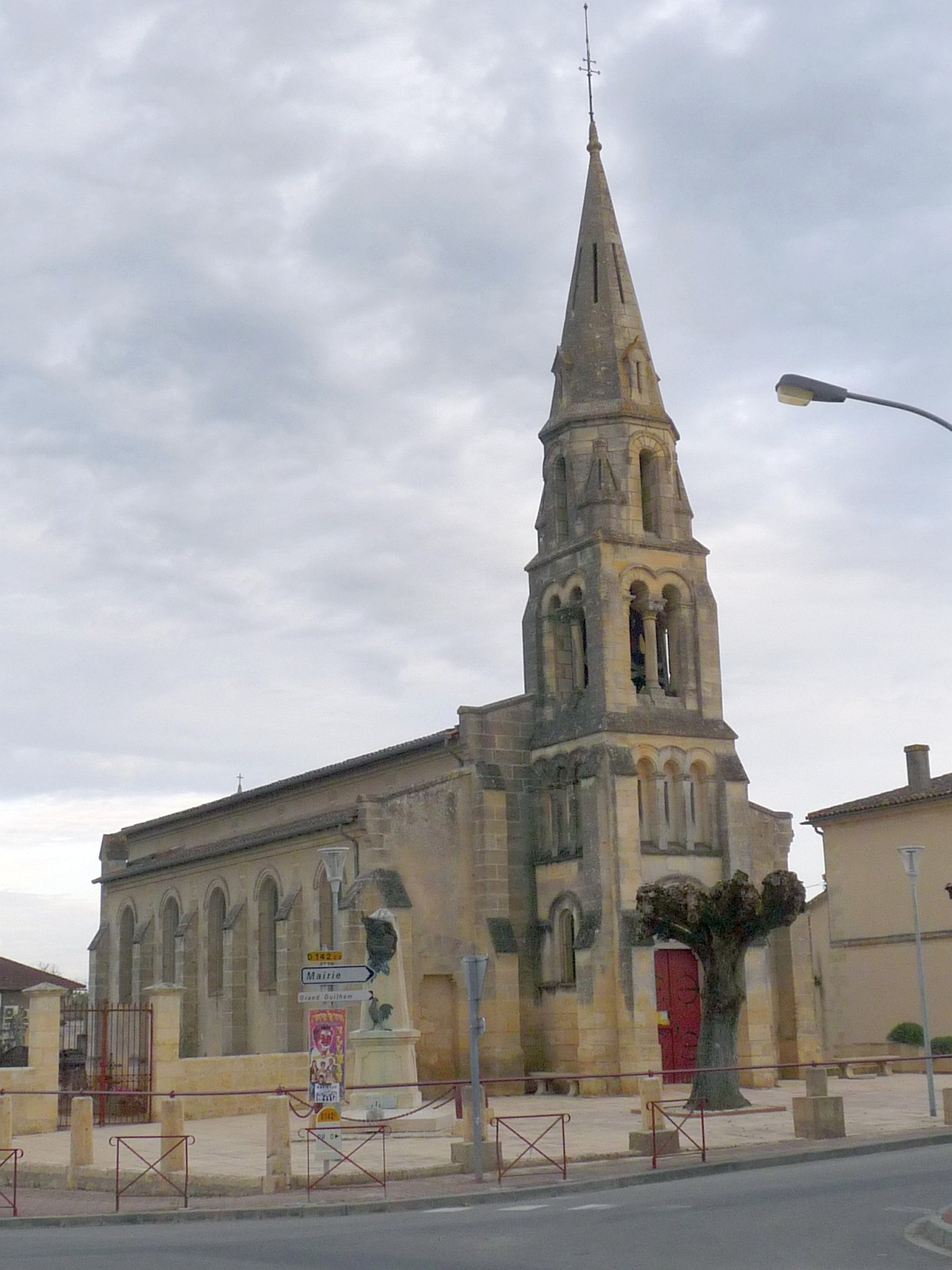
Kirche Saint-Genès

- Kirche Saint-Genès